# Sagebrush Sadie
Sagebrush Sadie är en förlorad animerad kortfilm från 1928 med Kalle Kanin i huvudrollen.

## Handling
När Kalle Kanins flickvän blir kidnappad av  Petter är det upp till honom att rädda.

## Om filmen
Filmen har gått förlorad och finns inte tillgänglig, däremot finns bildmanus och ett flertal teckningar av den sparade. Dessa teckningar återfinns som bonusmaterial på en DVD-utgåva med ett flertal kortfilmer med Kalle Kanin.